# 大苓
大苓，是臺灣臺南市歸仁區的一個傳統地域名稱，位於該區東南端。相較於今日行政區，其範圍大致包括大潭里東部、沙崙里東南部凸出部分的西南半側，以及關廟區布袋里西南端凸出部分。

## 歷史
台灣日治初期，大苓地區為一（舊制）街庄，稱為「大苓庄」，隸屬於崇德西里。該庄北與沙崙庄、深坑仔庄為鄰，東邊與布袋尾庄為鄰，南邊隔二層行溪（今二仁溪）與石案潭庄、中路庄為界，西邊及西北邊為林仔邊庄。
1901年（日治明治三十四年）11月，全台設置二十廳，該庄隸屬於臺南廳。1903年（明治三十六年）6月，該庄編入「崇德區」，隸屬於臺南廳。1909年（明治四十二年）10月，合併二十廳為十二廳，崇德區仍隸屬於臺南廳。1920年（大正九年），廢十二廳改設五州二廳，該庄改制為「大苓」大字，隸屬於臺南州新豐郡歸仁庄（新制街庄）。
戰後歸仁庄改制為歸仁鄉，隸屬於臺南縣，大字亦改制為村。1950年雲、嘉、南分治，歸仁鄉仍隸屬於臺南縣。2010年12月25日，因臺南縣市合併為直轄市臺南市，歸仁鄉改制為歸仁區，村亦改制為里。

## 聚落
本地區發展較早的聚落為大苓（已消失），在日治期初期的官方地圖上已有記載。

## 交通

### 鐵路
台灣高速鐵路經過本地區西南端，境內未設站。最近的車站是設在西北方不遠處刣豬厝地區的高鐵台南站。

### 公路
省道台39線即高鐵橋下臺南段道路，北起新化區省道台20線路口，南至高雄市阿蓮區省道台28線路口。
區道南157線是歸仁至大苓的道路。。
區道南352線是十三甲至龜洞的道路。

## 產業
- 台糖沙崙農場